# Regionale Integration
Regionale Integration stellt eine auf Dauer angelegte, freiwillige Kooperation von zwei oder mehr Akteuren (Staaten bzw. staatliche Akteure, insbesondere Regierungen) in einem begrenzten geografischen Raum mit dem Ziel eines dauerhaften institutionalisierten Zusammenschlusses und der gemeinsamen Regelung in einem oder mehreren Politikfeldern dar.
Rechtsgrundlage regionaler Integration ist in der Regel eine vertragliche Vereinbarung, durch die materielle Regelungen getroffen und/oder Institutionen geschaffen werden, denen ggf. Regelungskompetenzen übertragen werden.

## Statische Sichtweise (Integrationsgrad)
Projekte politischer und/oder wirtschaftlicher Integration lassen sich anhand zweier Dimensionen unterscheiden; diese sind:
1. die inhaltliche „Bandbreite“, d. h. Zahl und Umfang der Politikfelder, auf die sich die Zusammenarbeit erstreckt;
2. die Autorität der begründeten gemeinschaftlichen Institutionen gegenüber den Akteuren, die sie begründet haben. (Hierzu gehört beispielsweise die Möglichkeit, Konflikte zwischen diesen Akteuren in für sie verbindlicher Weise zu regeln oder Verstöße gegen vereinbarte Regeln zu ahnden.)

Das Minimum an inhaltlicher Bandbreite stellt die Begrenzung der Zusammenarbeit auf die Regelung eines einzigen eng begrenzten Politikfelds dar (z. B. der gegenseitige Verzicht auf Handelsbeschränkungen), das Maximum wäre dagegen eine Zusammenarbeit, die sich auf alle erdenklichen Politikfelder erstreckt.
Ein Minimum an Autorität wäre der Verzicht auf die Schaffung gemeinsamer Institutionen, d. h. eine rein intergouvernementale Zusammenarbeit, das Maximum wäre die Bildung eines neuen souveränen (Bundes-)Staates.

## Dynamische Sichtweise (Integrationsprozess)
Integration als politischer Prozess bezeichnet dementsprechend:
1. das Hinzufügen neuer Politikfelder zum Gegenstandsbereich der Zusammenarbeit,
2. die Stärkung der Autorität gemeinschaftlicher Institutionen gegenüber den sie begründenden Akteuren. In beiden Fällen wird auch von der Vertiefung der Integration gesprochen, in Abgrenzung zur
3. Erweiterung, bei der neue Partner zu einem bestehenden Integrationsprojekt hinzutreten.

Prozesse der Desintegration wären demnach:
1. die „Rückverlagerung“ von Politikfeldern, für die zu einem früheren Zeitpunkt eine Zusammenarbeit vereinbart wurde, in die alleinige Zuständigkeit der einzelnen Akteure (Staaten),
2. die Schwächung der Autorität der Gemeinschaftsinstitutionen (z. B. auch durch Kürzung der ihnen zur Verfügung gestellten Mittel),
3. die Aufkündigung der Zusammenarbeit durch einzelne oder alle beteiligten Akteure.

## Integrationstheorien
Hierbei handelt es sich um politikwissenschaftliche Ansätze zur Erklärung regionaler Integrationsprozesse. Unterschiede zwischen diesen Theorien bestehen insbesondere:
1. hinsichtlich der zentralen Akteure, die den Integrationsprozess in Gang setzen bzw. vorantreiben (politische oder administrative Akteure der Nationalstaaten, politische oder administrative Akteure der Gemeinschaftsinstitutionen, gesellschaftliche Akteure),
2. hinsichtlich der Handlungsmotivationen dieser Akteure (norm- oder interessengeleitetes Handeln).

Gängige Erklärungsansätze berufen sich:
1. auf das weitgehend diskretionäre Handeln nationaler Regierungen (Intergouvernementalismus), das jedoch ggf. durch innerstaatliche Machtstrukturen und/oder Interessenkoalitionen bedingt wird,
2. auf die normative Bindungswirkung, die die eingegangenen Verpflichtungen auch für formal souveräne Akteure entfalten (Institutionalismus),
3. auf von mehreren Staaten gemeinsam ausgeübte bzw. auf supranationale Einrichtungen übertragene staatliche Hoheitsrechte (Föderalismus),
4. auf die rationale Notwendigkeit von Integrationsschritten z. B. im Rahmen einer wirtschaftlich-technokratischen Sachlogik (Neofunktionalismus), die ggf. mit den Folgen bereits unternommener Integrationsschritte begründet wird (Spill-over).

## Beispiele
Die Europäische Union (EU) stellt hinsichtlich sowohl der inhaltlichen Bandbreite als auch der Autorität der Gemeinschaftsinstitutionen weltweit das am weitesten fortgeschrittene Projekt regionaler Integration dar (siehe auch Europäische Integration).
Weniger stark integrierte Staatengemeinschaften gibt es auf allen Kontinenten, beispielsweise:
- in Südamerika die Andengemeinschaft und Mercosur,
- in Mittelamerika das Zentralamerikanische Integrationssystem
- in Nordamerika das Nordamerikanische Freihandelsabkommen,
- in Afrika die Afrikanische Union (AU), die Südafrikanische Entwicklungsgemeinschaft (SADC) und die Westafrikanische Wirtschaftsgemeinschaft (ECOWAS),
- in Asien der Verband Südostasiatischer Nationen (ASEAN).

In der Region Ostasien herrscht ein wenig formalisierter Typ regionaler Integration vor. Während die wirtschaftliche Regionalisierung in anderen Weltregionen ein vergleichbares Niveau erreicht hat, hinkt die Institutionenbildung (ASEAN plus-System, Ostasien-Gipfel) aufgrund politischer Hindernisse hinterher (Ziltener 2012).